# Букојчани
Букојчани (мкд. Букојчани) су насеље у Северној Македонији, у западном делу државе. Букојчани припадају општини Кичево.

## Географија
Насеље Букојчани је смештено у западном делу Северне Македоније. Од најближег већег града, Кичева, насеље је удаљено 15 km северно.
Букојчани се налазе у историјској области Кичевија, око града Кичева. Село се сместило на северном ободу Кичевског поља, подно планине Буковик, која се издиже даље ка северу. Покрај села протиче Голема река. Надморска висина насеља је приближно 880 метара.
Клима у насељу је планинска због знатне надморске висине.

## Становништво
Букојчани су према последњем попису из 2002. године имали 97 становника.
Већинско становништво у насељу чине Албанци (76%), а у мањини су етнички Македонци (24%). До прве половине 20. века искључиво становништво у насељу чинили су словенски хришћани.
Претежна вероисповест месног становништва је ислам, а мањинска православље.